# Decimalització

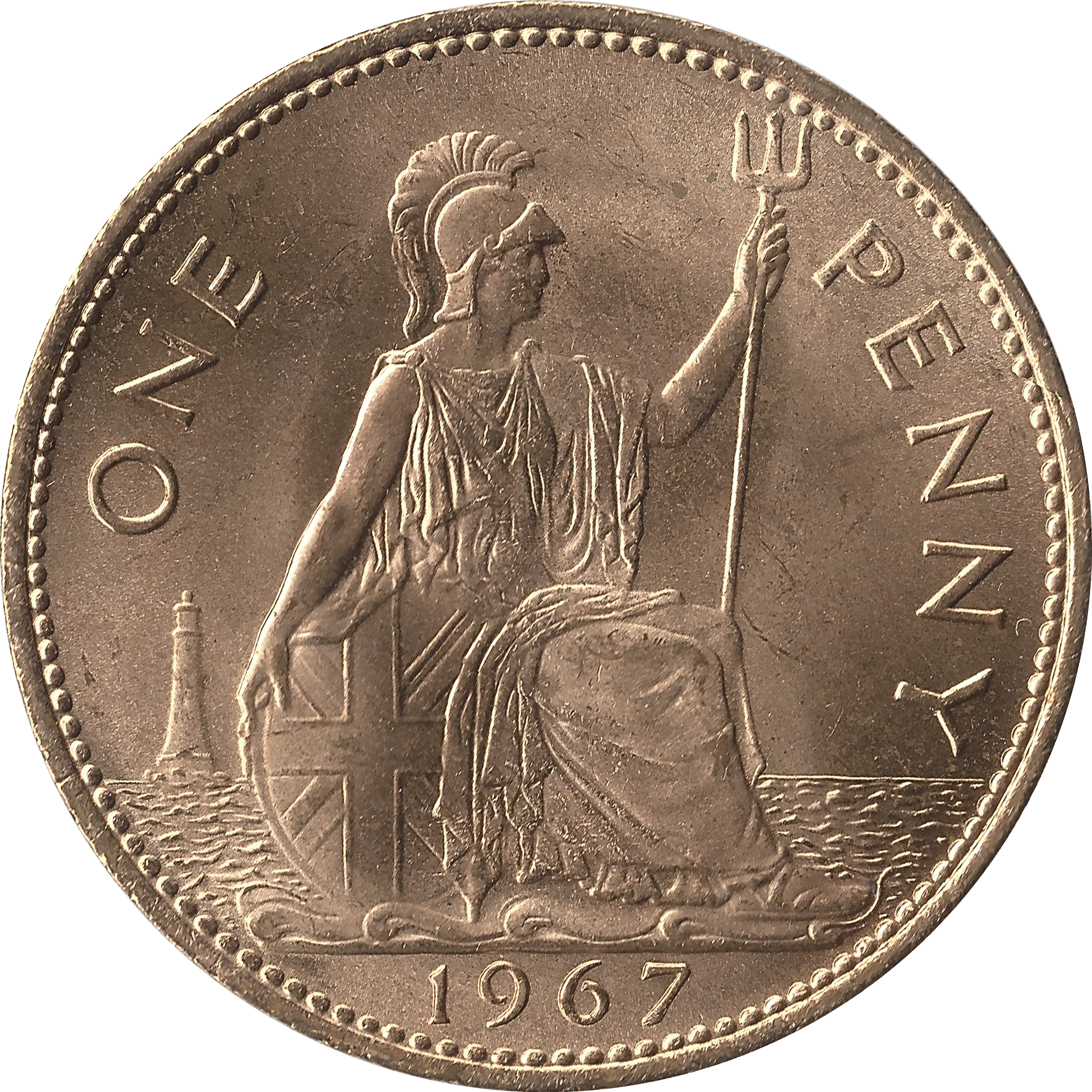
Revers d'un penic pre-decimal britànic.

La decimalització és el procés de conversió d'unitats convencionals, especialment les unitats monetàries, al sistema decimal. La decimalització de la moneda sovint s'acompanya de l'adopció del sistema mètric per a les altres mesures (com va passar a França i, només molt recentment, al Canadà), tot i que això no sempre passa (com, per exemple, als Estats Units).
La decimalització ha tingut lloc en diversos estats europeus. França va adoptar el sistema decimal durant el període revolucionari, que va exportar a les conquestes territorials que va anar duent a terme des de llavors. Altres estats van adoptar la decimalització a mesura que s'anaven independitzant de la Gran Bretanya, el primer dels quals fou el cas dels Estats Units. Tanmateix, alguns països del Commonwealth van mantenir els sistemes monetaris tradicionals fins i tot després de la independència, com per exemple Austràlia, que va adoptar el sistema decimal el 1966.
El Regne Unit va adoptar el sistema decimal el 15 de febrer del 1971: va passar del sistema anterior, basat en les lliures, els xílings i els penics a un sistema de 100 "nous penics" per lliura, moneda que va mantenir el mateix valor que la precedent. Com que una lliura valia 20 xílings, cadascun dels quals subdividit en 12 penics, cada "nou penic" en valia 2,4 dels antics, i 5 nous penics equivalien a un antic xíling. L'abreviació que es va adoptar per al penic fou la lletra p, que va substituir l'antic d derivat dels denaris. 10 nous penics equivalien a un florí, moneda introduïda el 1849 per facilitar la decimalització.
A Austràlia la decimalització de la moneda va comportar l'adopció del dòlar australià, a raó de deu dels antics xílings per dòlar, és a dir que un dòlar equivalia a mitja lliura. Una estratègia similar es va adoptar a Nova Zelanda amb el dòlar neozelandès i a Sud-àfrica amb el rand, per exemple.

## Conversió de £sd
En els llocs on es feia servir el sistema de lliures, xílings i penics (£sd), la decimalització tant defineix que un nou penic = 1⁄100 lliures, on la unitat principal (la lliura) no ha canviat; o una nova unitat principal (com ara el dòlar), és introduïda com una nova lliura, i un cèntim = 1⁄100 dòlars.
La següent taula mostra la conversió de denominacions comunes de monedes en el sistema £sd.
| Nom comú      | Quantitat | Nova lliura esterlina | Nou cèntim de dòlar |
| ------------- | --------- | --------------------- | ------------------- |
| Mig penic     | 1⁄2d.     | 5⁄24p ≈ 0.208p        | 5⁄12¢ ≈ 0.417¢      |
| Penic         | 1d.       | 5⁄12p ≈ 0.417p        | 5⁄6¢ ≈ 0.833¢       |
| Threepence    | 3d.       | 1 ⁄4p                 | 2 1⁄2¢ = 2.5¢       |
| Sixpence      | 6d.       | 2 1⁄2p                | 5¢                  |
| Xíling        | 1/-       | 5p                    | 10¢                 |
| Florí         | 2/-       | 10p                   | 20¢                 |
| Mitja corona  | 2/6       | 12 1⁄2p               | 25¢                 |
| Corona        | 5/-       | 25p                   | 50¢                 |
| Mig sovereign | 10/-      | 50p                   | $1                  |
| Sovereign     | £1        | £1                    | $2                  |

La farthing, equivalent a 1/4 penic, mai va ser convertida, ja que va deixar de ser moneda de curs legal una dècada abans de la decimalització. El 1971, un nou penic hauria valgut 9,6 farthings.